# کیویلیار
کیویلیار (به لاتین: Kyuilyar) یک منطقه مسکونی در جمهوری آذربایجان است که در شهرستان شمکور واقع شده است.